# Zakes Mda
Zakes Mda, pseudonimo di Zanemvula Kizito Gatyeni Mda (Herschel, 1948), è uno scrittore, poeta, drammaturgo e pittore sudafricano.
Dopo aver studiato e lavorato in Sudafrica, Lesotho e nel Regno Unito, attualmente insegna nel dipartimento di inglese della Ohio University ad Athens.
Il suo romanzo più celebre, Ways of Dying è ambientato durante gli anni di transizione che hanno caratterizzato la trasformazione del Sudafrica in una nazione democratica. Narra la storia di Toloki, un uomo che, trovatosi senza lavoro, si inventa la peculiare professione di "Porta-lutto professionista". Si muove così attraverso il violento scenario urbano di una non specificata città sudafricana, ritrovando un vecchio amore tra le lotte intestine e le baraccopoli delle comunità nere.

## Opere
- (1977) New South African Writing
- (1979) We Shall Sing for the Fatherland
- (1979) Dead End
- (1979) Dark Voices Ring
- (1980) The Hill
- (1982) Banned: A Play for Radio
- (1982) Summer Fires
- (1986) Bits of Debris: The Poetry of Zakes Mda
- (1988) And the Girls in their Sunday Dresses
- (1989) Joys of War
- (1990) The Plays of Zakes Mda
- (1991) The Nun's Romantic Story
- (1992) Soho Square
- (1993) When People Play People
- (1993) And the Girls in Their Sunday Dresses: Four Works
- (1995) Ways of Dying
- (1995) She Plays with the Darkness
- (1998) Melville 67
- (2000) The Heart of Redness
- (2002) The Madonna of Excelsior
- (2002) Fools, Bells and the Importance of Eating: Three Satires
- (2005) The Whale Caller